# Kenny van Weeghel
Kenny van Weeghel (Zwolle, 16 september 1980) is een Nederlandse wheeler, en behoort tot de wereldtop op de 100, 200, 400, 800 en 1500 meter. Zesmaal nam hij deel aan de Paralympische Spelen en dat leverde hem even zovele medailles op, waaronder twee gouden.

## Loopbaan
Van Weeghel behaalde zijn eerste grote titel in 2001. Toen won hij de 200 m op het Europees kampioenschap. In 2002 werd hij wereldkampioen op de 100 m en was hij genomineerd voor de titel sportman van Gelderland.
In 2003 werd hij niet alleen opnieuw wereldkampioen op de 100 m, maar ook op de 200 m. Van Weeghel werd in dat jaar bovendien Europees kampioen op de 200 m en de 400 m. Een jaar later, in 2004, won hij goud op de Paralympische Zomerspelen 2004 op de 400 m en was hij gehandicapte sportman van het jaar.
In 2006 werd Van Weeghel wereldkampioen tijdens het WK in Assen op de 200 m. Hij werd toen ook tweede op de 100 m.
In mei 2012 kwalificeerde van Weeghel zich tijdens voor de Paralympische Zomerspelen 2012 waar hij op de 400 m een zilveren medaille veroverde. Op de laatste Paralympische spelen 2016 in Rio behaalde hij goud op de 400 en brons op de 100 meter.

## Persoonlijke records
| Discipline | Prestatie | Plaats  | Datum        | Opmerkingen     |
| ---------- | --------- | ------- | ------------ | --------------- |
| 100 m      | 13,78     | Arbon   | 24 juni 2010 |                 |
| 200 m      | 24,22     | Arbon   | 27 mei 2017  | Europees record |
| 400 m      | 45,40     | Arbon   | 27 mei 2017  |                 |
| 800 m      | 1:32,80   | Arbon   | 28 mei 2017  |                 |
| 1500 m     | 3:01,30   | Nottwil | 27 mei 2016  |                 |

## Uitslagen

### Paralympische Spelen
| Evenement     | Resultaat | Onderdeel |
| ------------- | --------- | --------- |
| Athene 2004   | brons     | 100 m     |
| Athene 2004   | zilver    | 200 m     |
| Athene 2004   | goud      | 400 m     |
| Londen 2012   | zilver    | 400 m     |
| Brazilië 2016 | brons     | 100 m     |
| Brazilië 2016 | goud      | 400 m     |

### Wereldkampioenschappen

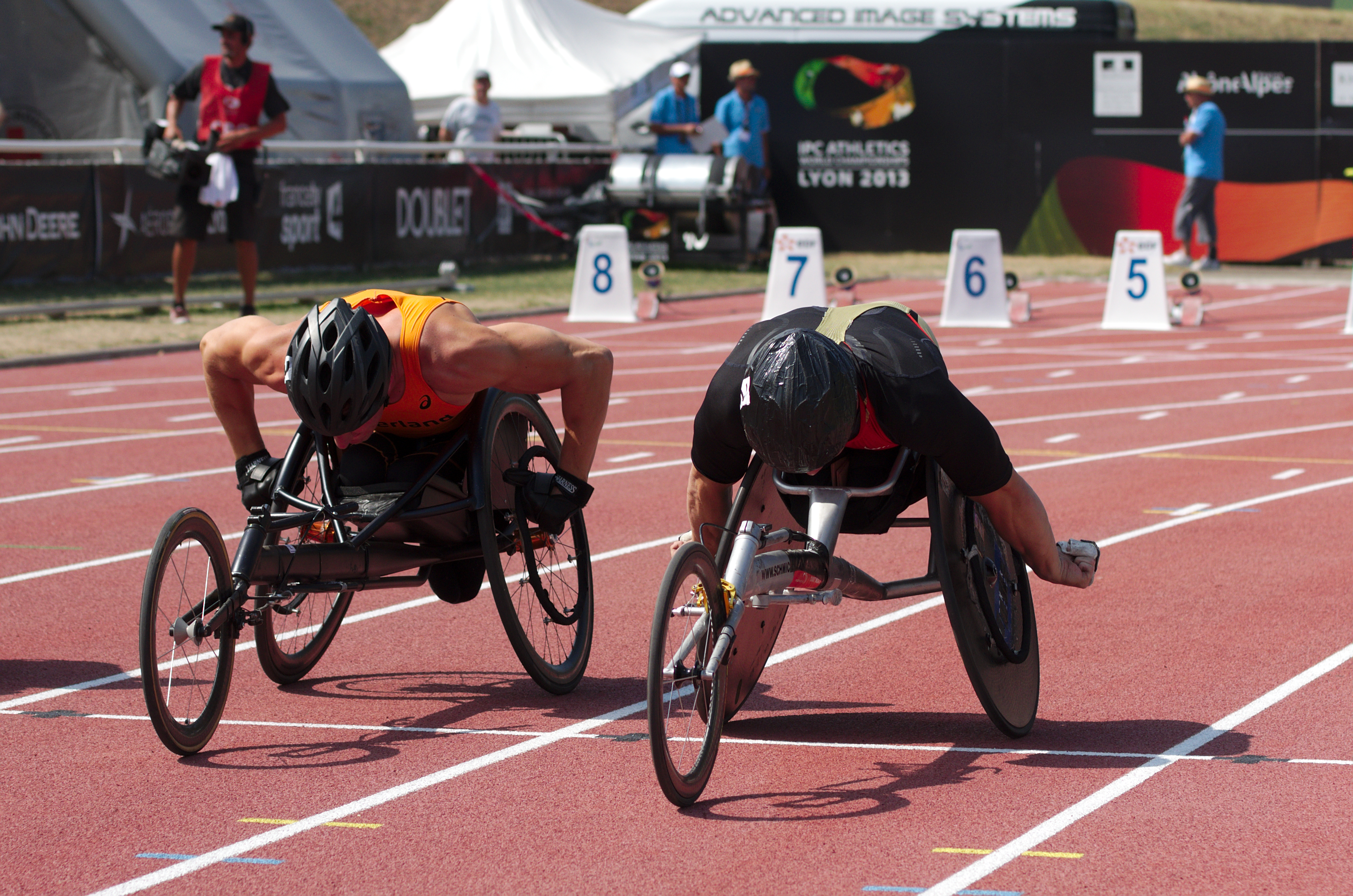
Kenny van Weeghel links bij het WK in Lyon 2013

| Evenement         | Resultaat | Onderdeel |
| ----------------- | --------- | --------- |
| Lille 2002        |           |           |
| brons             | 400 m     |           |
| zilver            | 200 m     |           |
| goud              | 100 m     |           |
| Christchurch 2003 |           |           |
| zilver            | 400 m     |           |
| goud              | 200 m     |           |
| goud              | 100 m     |           |
| Christchurch 2011 |           |           |
| brons             | 100 m     |           |
| Lyon 2013         |           |           |
| brons             | 400 m     |           |
| goud              | 200 m     |           |
| zilver            | 100 m     |           |
| Doha 2015         | brons     | 100 m     |
| Doha 2015         | goud      | 200 m     |
| Doha 2015         | brons     | 400 m     |
| Doha 2015         | zilver    | 800 m     |

### Onderscheidingen
- Ridder in de Orde van de Nederlandse Leeuw - 2004
- gehandicapte sporter van het jaar - 2004
- Atletiekunie paralympisch atleet van het jaar - 2014[1]
- Ereburger van Brabant - 2017